# Bundesstraße 50
Die Bundesstraße 50 (Abkürzung: B 50) ist eine früher etwa 130 km lange deutsche Bundesstraße in Rheinland-Pfalz. Sie führt von der deutsch-luxemburgischen Staatsgrenze bei Vianden über den Hochmoselübergang und durch den Hunsrück zur A 61.

## Verlauf
Der erste Abschnitt beginnt an der deutsch-luxemburgischen Grenze und übernimmt dort den Verkehr der von Vianden kommenden N 17. Quer durch die Eifel an Bitburg und Wittlich vorbei führt diese ziemlich genau in West-Ost-Richtung verlaufende Strecke bis zur Hochmoselbrücke, wo die Mosel gequert und der Hunsrück erreicht wird.  Zwischen der Anschlussstelle Landscheid der A 60 und Wittlich ist ein ehemaliger Abschnitt der B 50 zur Landesstraße bzw. Kreisstraße herabgestuft worden, da die A 60 parallel verläuft.
Die Strecke zwischen der AS Wittlich-Mitte der A 1 und der AS Rheinböllen der A 61 ist ein Teil der Europastraße 42.
Ab Morbach-Wederath verläuft sie über 10 km zusammen mit der B 327 (Hunsrückhöhenstraße) und mündet bei Rheinböllen in die A 61. Der Abschnitt von Flughafen Frankfurt-Hahn zur A 61 wurde von 2005 bis 2011 zu einer vierstreifigen autobahnähnlichen Kraftfahrstraße ausgebaut, um den Flughafen besser an das Rhein-Main-Gebiet anzuschließen. Der Ausbau dieser 21 Kilometer kostete rund 85 Millionen Euro, der gesamte Ausbau zwischen Hahn und der A 61 bei Rheinböllen kostete etwa 140 Millionen Euro.
Ein dritter, nicht mehr existierender Teilabschnitt war sehr kurz. Er verband die B 9 bei Bingen im Landkreis Mainz-Bingen mit der B 420 bei Gau-Bickelheim. Die Straße führt dabei an Bad Kreuznach vorbei. Durch die A 61 hat die B 50 in diesem Abschnitt an Bedeutung verloren und ist inzwischen zur Landesstraße 400 abgestuft worden, ebenso wie das frühere Verbindungsstück zwischen Rheinböllen und Bingen, das heute Teil der Landesstraße 214 ist. Der Abschnitt von Bingen bis Gau-Bickelheim ist etwa 15 km lang. Vor der Fertigstellung der vierstreifigen Umgehungsstraße um Bingen herum fing die B 50 bereits knapp 4 km früher im Stadtzentrum Bingens an (heute Teil der L 414).

## Geschichte
Die 1932 eingeführte Fernverkehrsstraße 50  (FVS 50) begann ursprünglich als Abzweigung der Fernverkehrsstraße 49 in Hetzerath und führte über Bernkastel, Kirchberg und Simmern nach Bingerbrück, sie folgte der 1846 eingerichteten Trier-Mainzer Staatsstraße.
In den 1960er Jahren wurde diese Bundesstraße bis zur luxemburgischen Grenze verlängert. Westlich von Bitburg folgt diese Straße der früheren Vianden-Wittlicher Bezirksstraße.
Mit 186 Unfällen im Jahr 2011 auf dem Abschnitt zwischen Binsfeld und Vianden zählt diese Strecke zu den gefährlichsten in Rheinland-Pfalz.

## Vierstreifiger Ausbau als B 50 neu
Seit vielen Jahren geplant war eine neue Kraftfahrstraße, die als B 50 neu und E 42 bzw. E 313/E 19 die Lücke zwischen den Nordseehäfen Belgiens bzw. dem Tiefseehafen Rotterdam und dem Rhein-Main-Gebiet schließen sollte und die an der früheren B 50 gelegenen Ortschaften entlasten sollte. Diese Baumaßnahme ist der Ersatz für den nicht realisierten Lückenschluss der A 60, die zwischen der A 1 am Autobahnkreuz Wittlich und der A 61 am Dreieck Nahetal unterbrochen ist. Durch die verbesserte Verkehrsanbindung erwartet man positive Auswirkungen auf Wirtschaft und Tourismus in der Eifel-Mosel-Region.
Die B 50 neu wurde dazu teilweise auf einer Neubaustrecke zwischen dem Autobahnkreuz Wittlich und der A 61 bei Rheinböllen vierstreifig ausgebaut. Dazu wurde ab 2011 der Hochmoselübergang mit der Hochmoselbrücke gebaut und am 21. November 2019 durch die rheinland-pfälzische Ministerpräsidentin Malu Dreyer in einem Festakt eröffnet und dem Verkehr übergeben.
Die Strecke ist in mehrere Abschnitte gegliedert:
- Abschnitt 1 liegt zwischen dem Autobahnkreuz Wittlich und Wittlich-Wengerohr. Dieser Abschnitt ist vierstreifig ausgebaut und seit dem 15. Dezember 2014 eröffnet.
- Abschnitt 2 liegt zwischen Wittlich-Wengerohr und Kommen und wurde am 21. November 2019 eröffnet.[8] Er ist ebenfalls vierstreifig und enthält die Hochmoselbrücke sowie drei weitere größere Talbrücken und einen Tunnel westlich der Hochmoselbrücke.[9]
- Für den dritten Abschnitt von Kommen bis zum Flughafen Frankfurt-Hahn werden zurzeit die Planfeststellungsunterlagen erstellt, die einen zweistufigen Ausbau mit Kosten von 70 Millionen vorsehen[10]. Die ursprünglich geplante Kautenbachlinie – eine direkte Verbindung von der Neubautrasse vor Longkamp bis zum Abzweig der B 50 von der derzeit unterbrochenen B 327 unweit des Flughafens Frankfurt-Hahn – erscheint in naher Zukunft nicht umsetzbar, da dieses 10 km lange Teilstück lediglich als weiterer Bedarf mit hohem ökologischen Risiko im Bundesverkehrswegeplan von 2003 eingestuft war[11] und im aktuellen Bundesverkehrswegeplan von 2016 nicht mehr gelistet ist[12]. Deshalb wird seitens des Landesbetriebs Mobilität Rheinland-Pfalz ein Ausbau der alten B 50 und B 327 ab Longkamp weiterverfolgt, was jedoch eine Verlängerung des Abschnitts auf 15,5 km zur Folge hat[13]. Dazu soll die bestehende B 50 von Longkamp bis auf die Höhe der Ortslage Wederath ausgebaut werden. Ab diesem Punkt soll die B 50 zwischen die Ortslage Wederath und den Archäologiepark Belginum auf einem 2,9 km langen Abschnitt verlegt werden und hinter der Ausgrabungsstätte wieder auf die B 327 treffen um den jetzigen unfallträchtigen Kreuzungsbereich B 50, B 327, L 159, K 106 zu entschärfen. Anschließend ist ein weiterer 2,2 km langer vierstreifiger Ausbauabschnitt im Bereich mit planfreiem Anschluss der Kreisstraßen bei Hochscheid geplant. Beide Maßnahmen sollen zusammen 18,1 Millionen Euro kosten.[14]
- Der vierte Abschnitt von der B 327 bis zur A 61 bei Rheinböllen umfasst den autobahnähnlichen Ausbau der bisherigen B 50, und wurde im November 2011 fertiggestellt.

## LKW-Maut
Bereits vor Einführung der allgemeinen Mautpflicht für LKW ab 7,5 Tonnen auf allen Bundesstraßen zum 1. Juli 2018 war der Streckenabschnitt zwischen Flughafen Hahn bis Rheinböllen seit 1. August 2012 mautpflichtig.